# 黄嘴朱顶雀

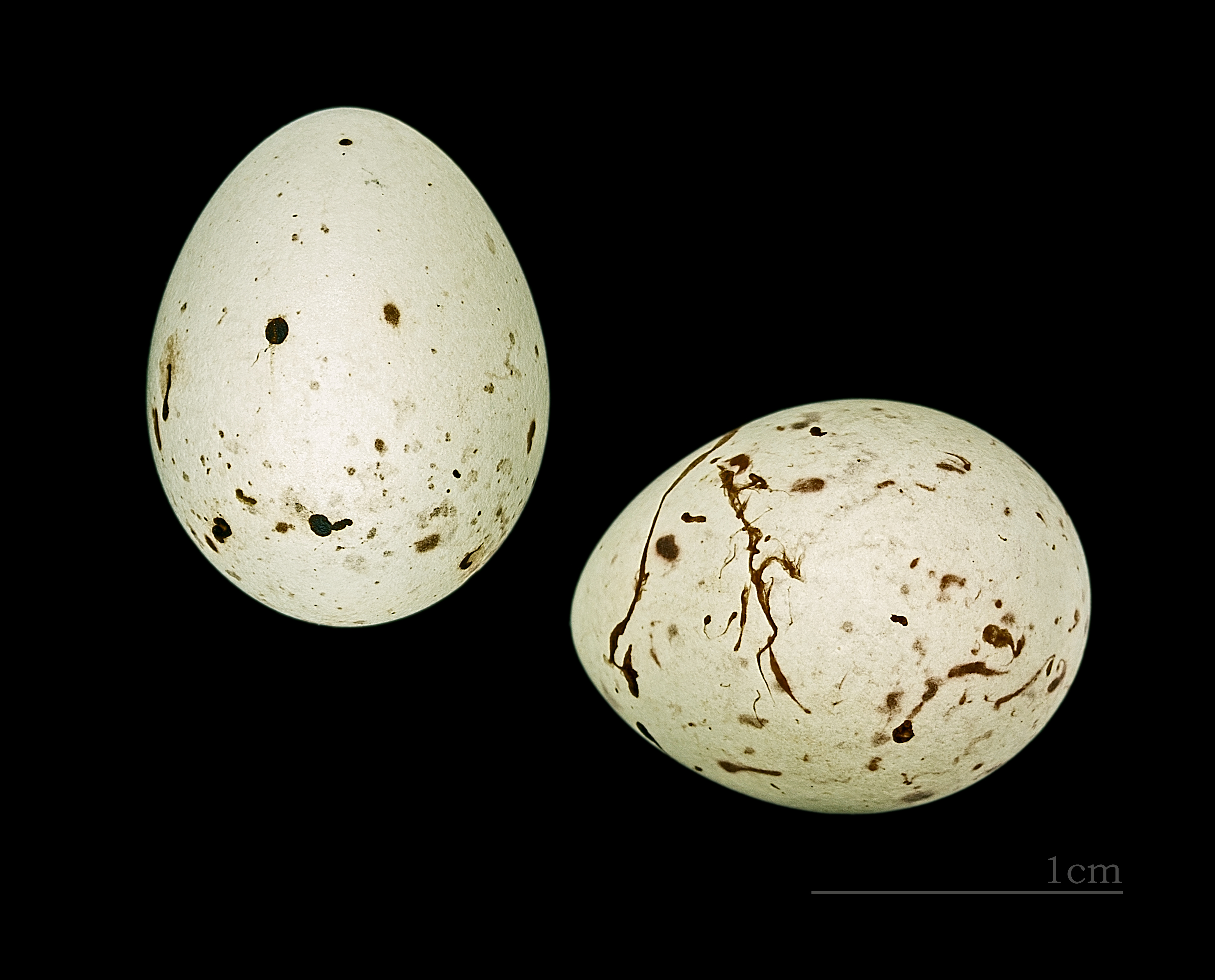
Carduelis flavirostris

黄嘴朱顶雀（学名：Linaria flavirostris）为雀科赤顶雀属的鸟类。分布于英国、北欧至俄罗斯、蒙古、克什米尔、印度以及中国大陆的甘肃、青海、新疆、四川、西藏等地，常见于高海拔地区、平时生活在开阔地区、稀草的岩壁和石缝或石砾的农田、牧场中以及有时也到郊区。该物种的模式产地在瑞典。

## 亚种
- 黄嘴朱顶雀北疆亚种（学名：Linaria flavirostris korejevi）。分布于俄罗斯、伊朗以及中国大陆的新疆等地。[3]
- 黄嘴朱顶雀青海亚种（学名：Linaria flavirostris miniakensis），是中国的特有物种。分布于宁夏、甘肃、青海、新疆、南抵四川等地。该物种的模式产地在四川甘孜康定间。[4]
- 黄嘴朱顶雀南疆亚种（学名：Linaria flavirostris montanella）。分布于伊朗、帕米尔、克什米尔到印度以及中国大陆的新疆等地。该物种的模式产地在新疆莎车。[5]
- 黄嘴朱顶雀藏南亚种（学名：Linaria flavirostris rufostrigata）。分布于印度以及中国大陆的西藏等地。该物种的模式产地在西藏南部固马宗。[6]